# Београдска исламска средња медреса
Београдска исламска средња медреса или БИСМ је средња школа која се налази у београдској општини Стари град на адреси  Господар Јевремова 11.
Школа је почела са радом у септембру 2001. године, а наставник кадар је био састављен од београдских хоџа, на челу са Хамдијом Јусуфспахићем, некадашњим почасним реис-ул-улема Исламске заједнице Србије и дугогодишњим београдским муфтијом.
Прва генерација ученика претежно је стигла из београдских џемата и џемата из других делова Србије. Медресу је у њеним почетцима помагала Исламска заједница Србије.